# Circondario del Burgenland (1994-2007)
Il vecchio Circondario del Burgenland era un circondario della Sassonia-Anhalt di 131.750 abitanti, che aveva come capoluogo Naumburg (Saale).
Venne creato il 1º luglio 1994, accorpando i circondari di Naumburg e Zeitz, raccogliendo la quasi totalità del territorio del circondario di Nebra e parte del territorio del circondario di Hohenmölsen.
Il 1º luglio 2007, con l'incorporazione del circondario di Weißenfels, è stato creato il nuovo circondario sempre denominato Burgenland.

## Città e comuni
(Abitanti al 31 dicembre 2006)
| Città 1. Bad Bibra (2.152) 2. Bad Kösen (5.360) 3. Eckartsberga (1.859) 4. Elsteraue (9.696) 5. Freyburg (4.342) 6. Laucha an der Unstrut (2.395) 7. Naumburg (29.359) 8. Nebra (Unstrut) (2.612) 9. Osterfeld (1.340) 10. Zeitz (28.117) | Comuni |